# Oh Soo-yeon (guionista)
Oh Soo-yeon (4 de octubre de 1968) es una guionista surcoreana, conocida por escribir los exitosos dramas Otoño en mi corazón y Sonata de invierno, sus colaboraciones con el director Yoon Seok-ho se han acreditado como una gran ayuda en la expansión de la Ola coreana.

## Filmografía
- Love Rain (KBS2, 2012)
- Star's Lover (SBS, 2008)
- Wedding (KBS2, 2005)[7]
- MBC Best Theater "바다 아저씨께" (MBC, 2003)
- Love Letter (MBC, 2003)
- Winter Sonata (KBS2, 2002)
- Four Sisters (MBC, 2001)
- Autumn in My Heart (KBS2, 2000)
- All About Eve (MBC, 2000)
- Ad Madness (KBS2, 1999)
- LA Arirang (SBS, 1995-1999)
- New York Story (SBS, 1998)
- The Angel Within (KBS2, 1997)
- Papa (KBS2, 1996)
- 이별하는 여섯 단계 (KBS, 1995)
- Feelings (KBS2, 1994)
- 오박사네 사람들 (SBS, 1993-1994)
- Good morning, Yeongdong! (KBS, 1993-1994)
- 특집극 시인을 위하여 (KBS, 1993)